# Lista Real de Abidos

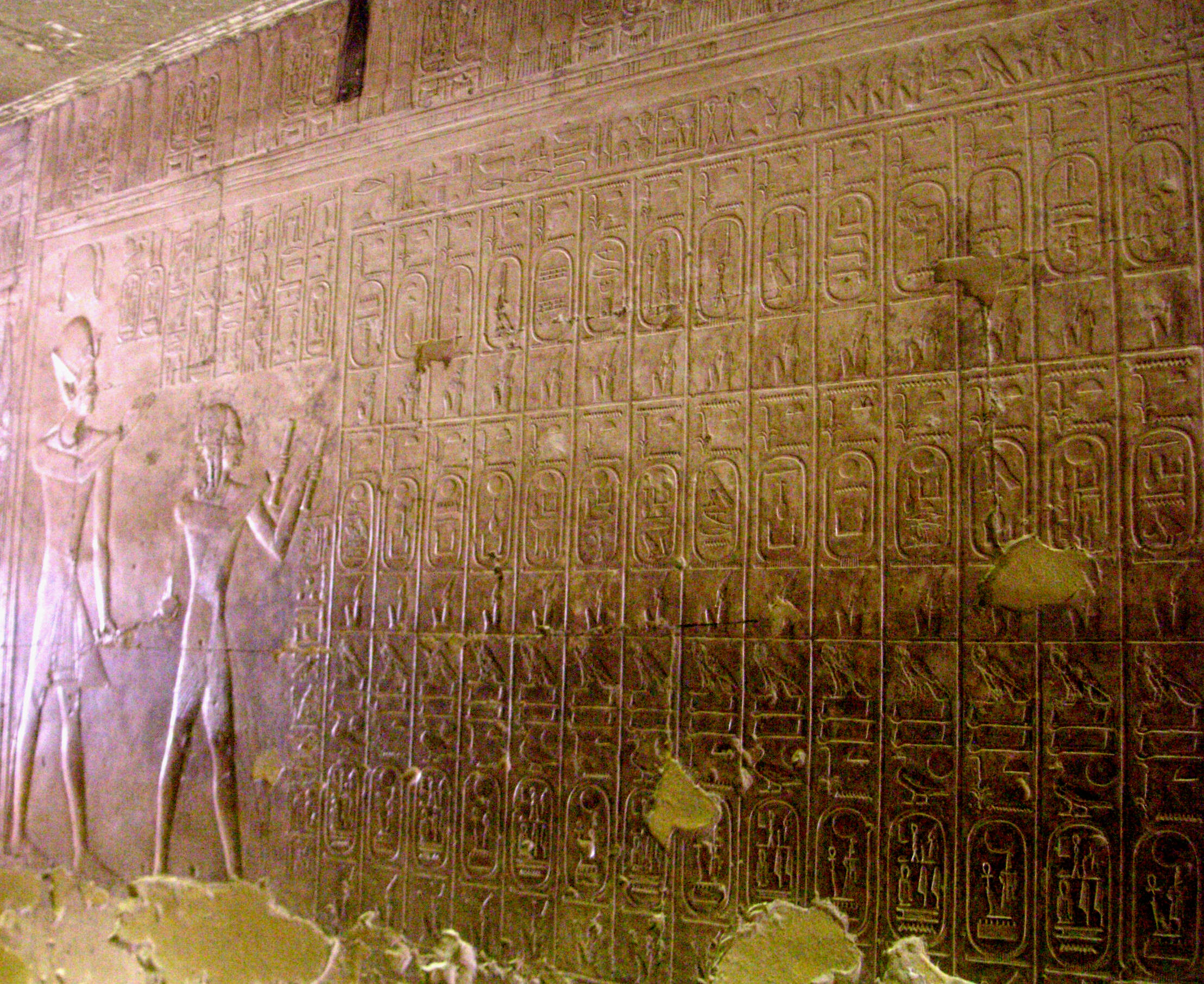
Lista Real de Abidos, presidida por el faraón Seti I y su hijo Ramsés II.

La Lista Real de Abidos es un bajorrelieve con los nombres de los faraones más importantes que precedieron a Seti I, setenta y seis reyes, generalmente con su Nombre de Trono, que se encuentra en el "Sala de los Antecesores" del Templo de Seti I en Abidos.

## Semejanzas con otras Listas Reales
Un fragmento de una lista similar, aunque con algunas variantes, datada en la época de Ramsés II y también procedente de Abidos, está expuesta en el Museo Británico de Londres.
Como en la Lista Real de Saqqara, faltan algunas dinastías y faraones que están inscritos en el Canon Real de Turín o en los epítomes de Manetón. Posiblemente, para los dignatarios que ordenaron grabar tales listas a los escribas, los gobernantes ausentes eran considerados usurpadores del trono egipcio.

## Dinastías y faraones
Dinastía I
- 1 Meni (Menes)
- 2 Teti (Aha)
- 3 Ateti (Dyer)
- 4 Ita (Dyet)
- 5 Sepaty (Den)
- 6 Mer-bia-pen (Adyib)
- 7 Semsu (Semerjet)
- 8 Kebeh (Qaa)

Dinastía II
- 9 Be-dya-u (Hetepsejemuy)
- 10 Ka-kau (Nebra)
- 11 Ba-n-necher (Ninecher)
- 12 Uady-nes (Uneg)
- 13 Sene-di (Sened)
- 14 Dya-dyay (Jasejemuy)

Dinastía III
- 15 Neb-ka (Sanajt)
- 16 Dyeser-sa (Necherjet)
- 17 Te-ti (Sejemjet)
- 18 Se-dyes (Jaba)
- 19 Nefer-ka-ra (Neferkara)

Dinastía IV
- 20 Se-nefru (Seneferu)
- 21 Ju-fu (Jufu) (Keops)
- 22 Dyed-ef-ra (Dyedefra)
- 23 Jau-f-ra (Jafra) (Kefrén)

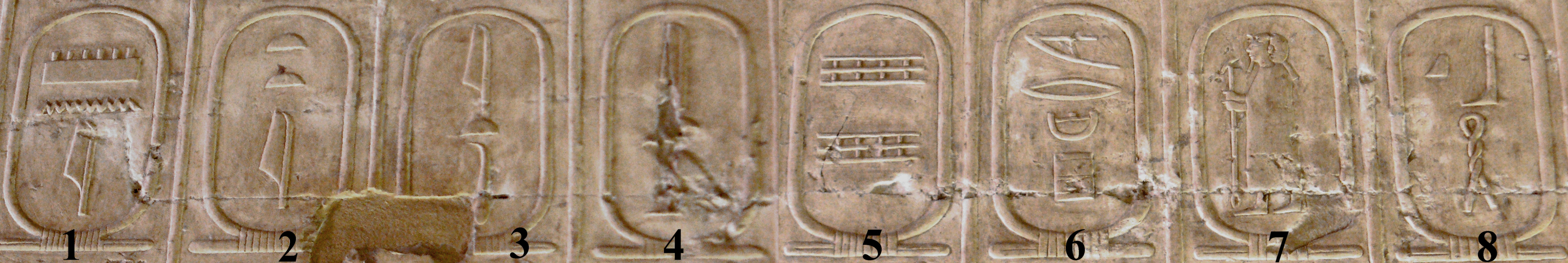
Dinastía I: cartuchos 1.º a 8.º.

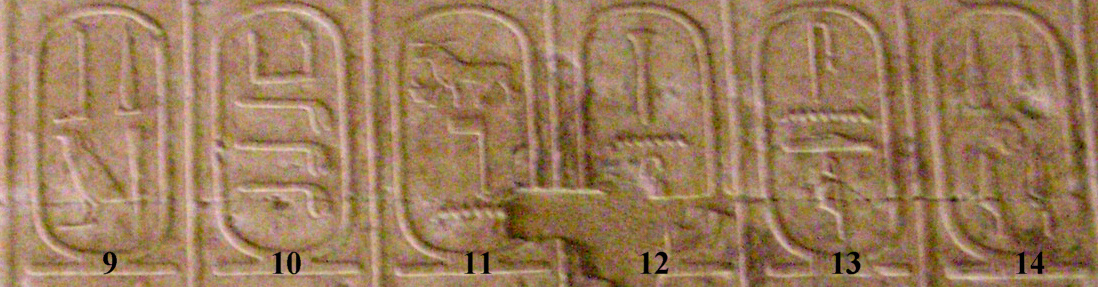
Dinastía II: cartuchos 9.º a 14.º.

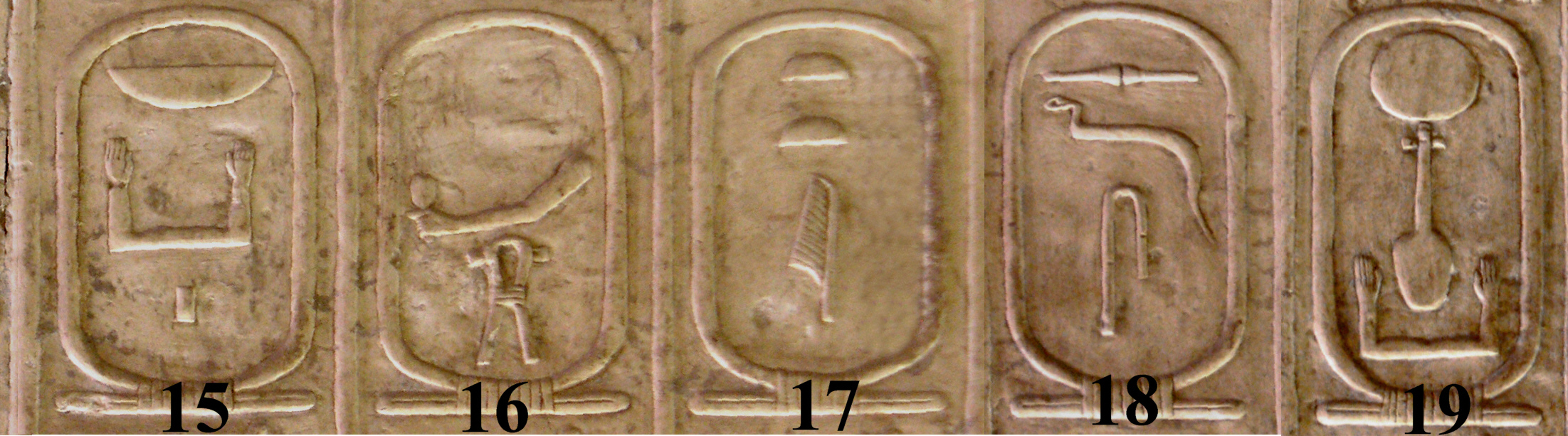
Dinastía III: cartuchos 15.º a 19.º.

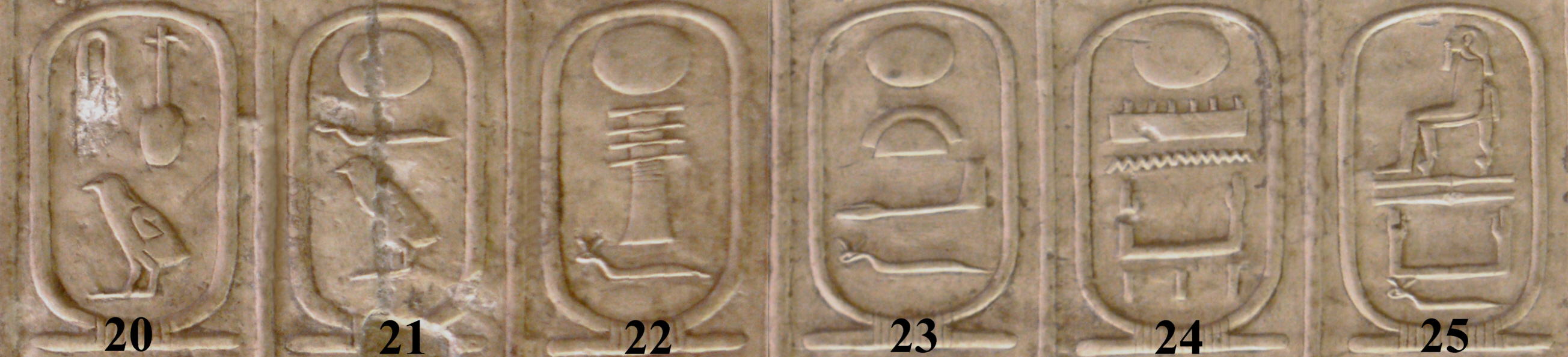
Dinastía IV: cartuchos 20.º a 25.º

- 24 Men-kau-ra (Menkaura) (Micerino)
- 25 Shep-ses-kaf (Shepseskaf)

Dinastía V
- 26 User-ka-f (Userkaf)
- 27 Sahu-ra (Sahura)
- 28 Ka-kai (Neferirkara-Kakai)
- 29 Nefer-ef-ra (Neferefra-Isi)
- 30 Ny-user-ra (Nyuserra-Iny)

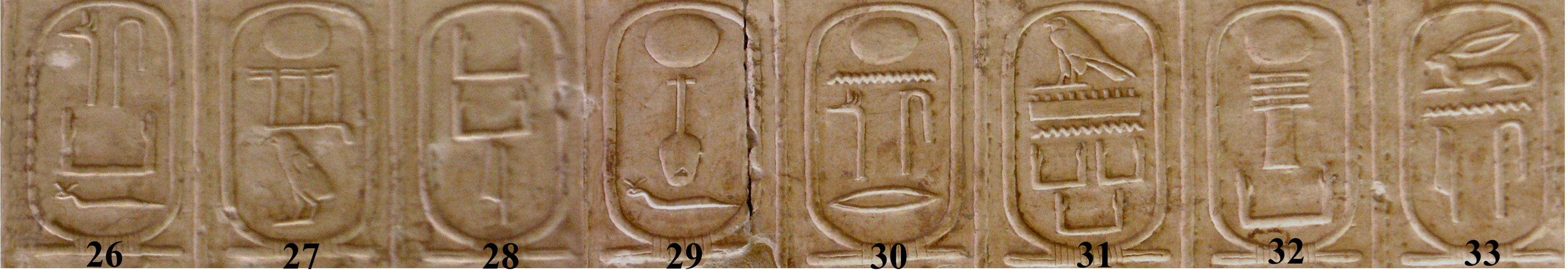
Dinastía V: cartuchos 26.º a 33.º

- 31 Men-kau-hor (Menkauhor-Ikauhor)
- 32 Dyed-ka-ra (Dyedkara-Isesi)
- 33 Unis (Unis)

Dinastía VI
- 34 Te-ti (Teti)
- 35 User-ka-ra (Userkara)
- 36 Mery-ra (Meryra Pepy)

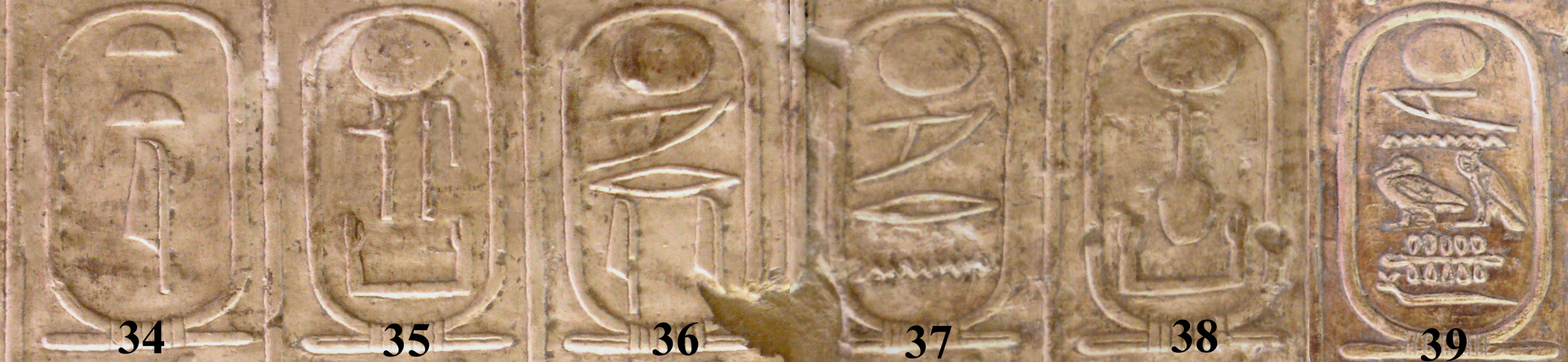
Dinastía VI: cartuchos 34.º a 39.º

- 37 Mer-en-ra (Merenra Nemtyemsaf I)
- 38 Nefer-ka-ra (Neferkara Pepy)
- 39 Mer-en-ra-dyefa-em-saf (Merenra Nemtyemsaf II)

Dinastía VII
- 40 Necher-ka-ra (Necherkara)
- 41 Men-ka-ra (Menkara)
- 42 Nefer-ka-ra (Neferkara II)

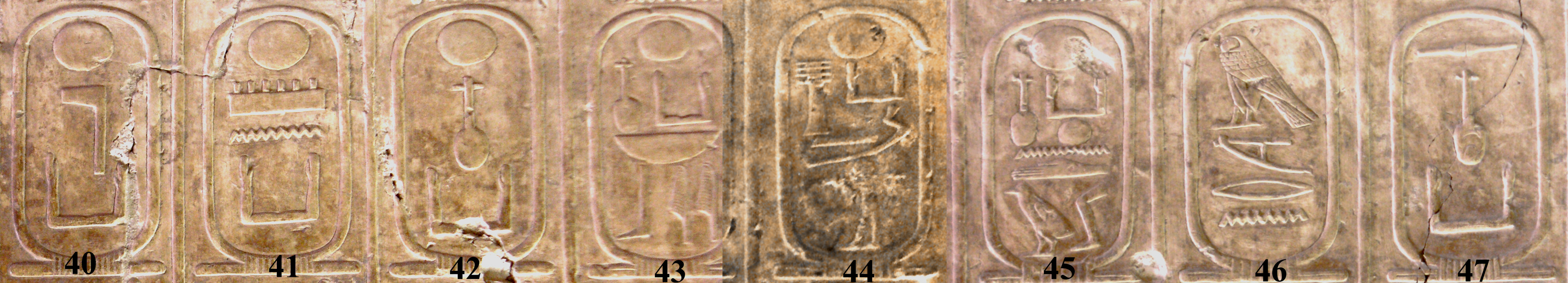
Dinastía VII: cartuchos 40.º a 47.º

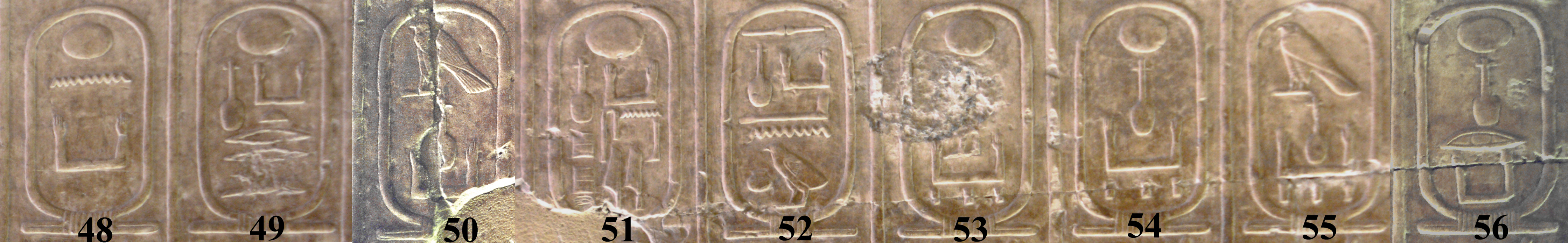
Dinastía VII: Cartuchos 48.º a 50.º
Dinastía VIII: Cartuchos 51.º a 56.º

- 43 Nefer-ka-ra-nebi (Neferkara Neby)
- 44 Dyed-ka-ra-se-mai (Dyedkara Shemai)
- 45 Nefer-ka-ra-jendu (Neferkara Jendu)
- 46 Mer-en-hor (Merenhor)
- 47 Se-nefer-ka (Neferkamin)
- 48 Ne-ka-ra (Nikara)
- 49 Nefer-kat-ru-ra (Neferkara Tereru)
- 50 Nefer-ka-hor (Neferkahor)

Dinastía VIII

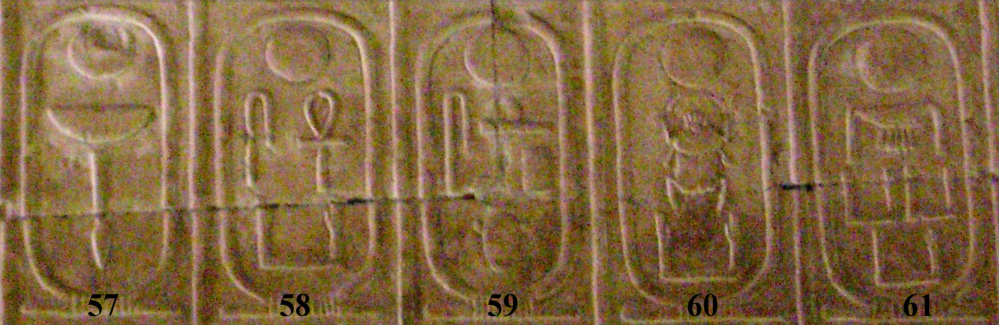
Dinastía XI: Cartuchos 57.º a 58.º
Dinastía XII: Cartuchos 59.º a 61.º

- 51 Nefer-ka-ra-pepy-seneb (Neferkara Pepyseneb)
- 52 Nefer-ka-ra-annu (Neferkamin Aanu)
- 53 Ka-kau-ra (Kakaura Ibi)
- 54 Nefer-kau-ra (Neferkaura)
- 55 Nefer-kau-hor (Neferkauhor)
- 56 Nefer-ir-ka-ra (Neferirkara II)

Dinastía XI
- 57 Neb-hepet-ra (Mentuhotep II)
- 58 Sanj-ka-ra (Mentuhotep III)

Dinastía XII
- 59 Se-hotep-ib-ra (Amenemhat I)
- 60 Jeper-ka-ra (Senusert I)
- 61 Neb-kau-ra (Amenemhat II)
- 62 Jai-jeper-ra (Senusert II)
- 63 Jai-kau-ra (Senusert III)
- 64 Ne-maat-ra (Amenemhat III)
- 65 Maa-jeru-ra (Amenemhat IV)

Dinastía XVIII
- 66 Neb-pehty-ra (Ahmose)
- 67 Dyeser-ka-ra (Amenofis I)
- 68 Aa-jeper-ka-ra (Tutmosis I)
- 69 Aa-jeper-en-ra (Tutmosis II)
- 70 Men-jeper-ra (Tutmosis III)
- 71 Aa-jeperu-ra (Amenofis II)
- 72 Men-jeperu-ra (Tutmosis IV)
- 73 Neb-maat-ra (Amenofis III)

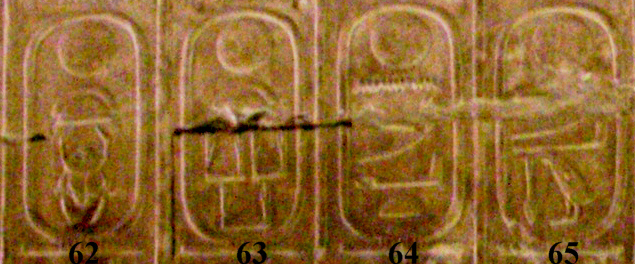
Dinastía XII: Cartuchos 62.º a 65.º

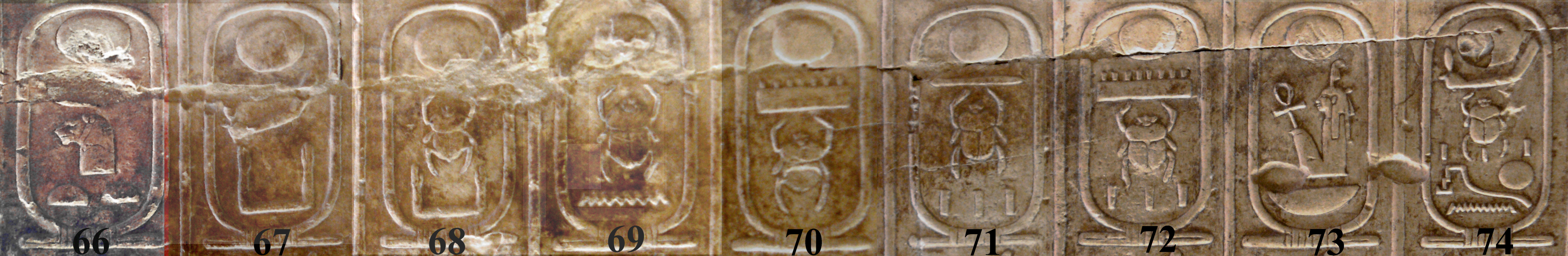
Dinastía XVIII: Cartuchos 66.º a 74.º.

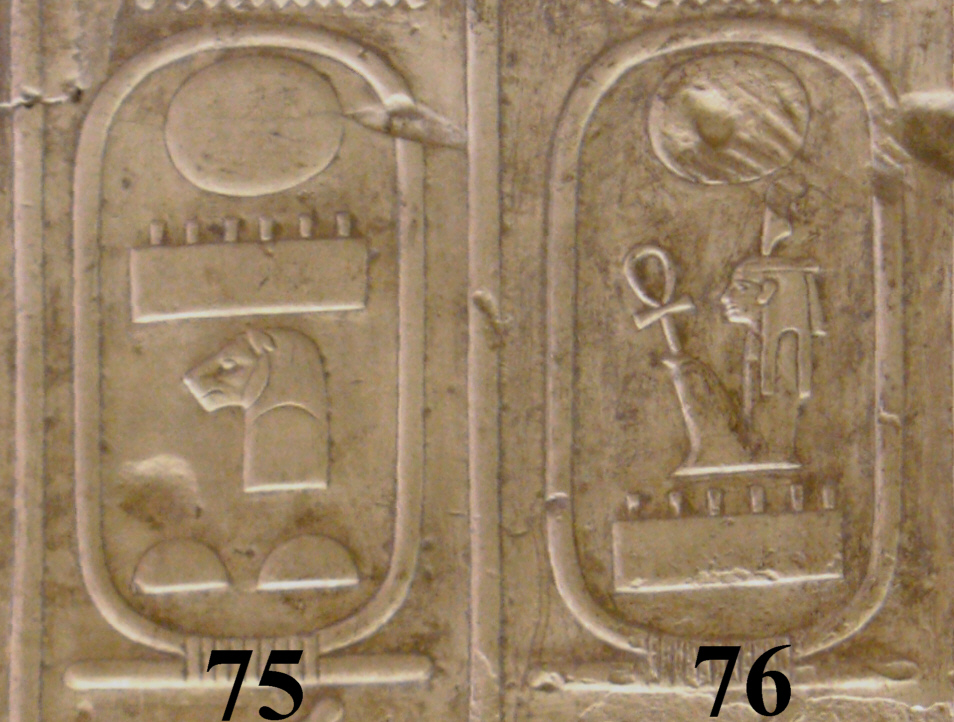
Dinastía XIX: Cart. 75.º y 76.º.

- 74 Dyeser-jeperu-ra Setep-en-ra (Horemheb)

Dinastía XIX
- 75 Men-pehty-ra (Ramsés I)
- 76 Men-maat-ra (Seti I)